# Sidi El Mekki
Sidi El Mekki (franska: Sidi El Mekki (CR), Sidi El Mekki (Commune Rurale), arabiska: سيدي عبد الخالق) är en kommun i Marocko.   Den ligger i provinsen Berrechid och regionen Casablanca-Settat, 110 km sydväst om huvudstaden Rabat. Antalet invånare är 10 983.